# Casa Grande (Fuentes Claras)
La Casa Grande es una casa solariega ubicada en la localidad de Fuentes Claras (Teruel, Aragón, España).

## Descripción

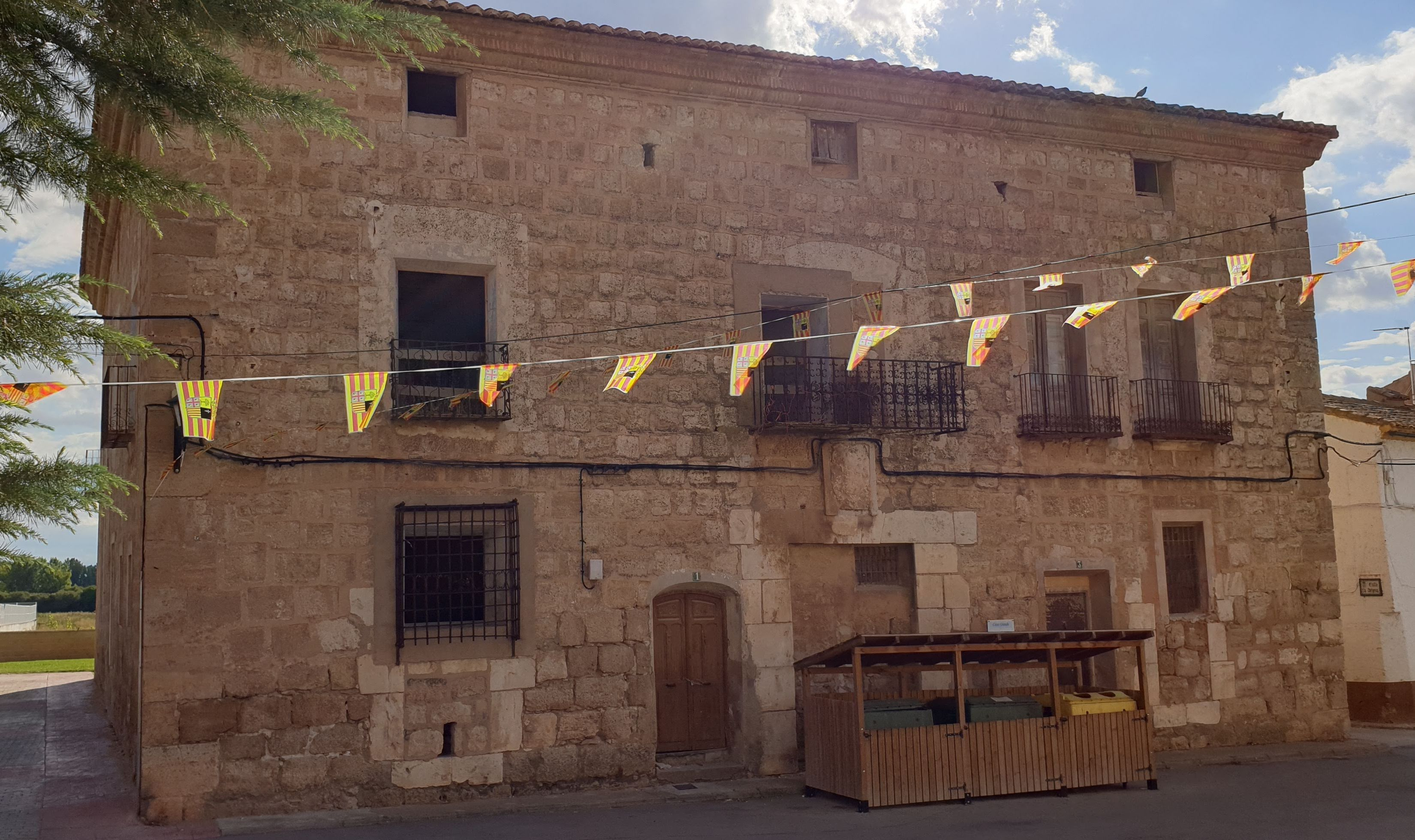
Vista frontal del edificio

Se trata del edificio más emblemático dentro de la arquitectura civil de la localidad, ubicándose al lado de la Iglesia parroquial. Se desconoce su fecha de construcción, aunque sabemos que en 1770 pertenecía a Joaquin Cayetano Cavero y Pueyo, IV Conde de Sobradiel (m. 1809), dueño también en esa época de una gran hacienda rústica repartida por los pueblos de Fuentes Claras y El Poyo del Cid.
Es un edificio civil señorial de dos plantas y ático, construido en mampostería. En la planta principal presenta una portada adintelada en sillería y cuatro balcones con reja de forja. El escudo nobiliario está picado, no pudiendo reconocerse el linaje al que representaba. En la planta superior y alrededor de la casa se encuentran pequeños vanos que conforman el palomar de la casa.
En el Siglo XIX o a principios del XX el edificio fue dividido entre dos familias, lo cual llevó a modificar sustancialmente su estructura original. La puerta principal fue cegada y se abrieron dos laterales; lo mismo sucedió con los balcones laterales de la planta baja, que también fueron transformados. Actualmente una de las mitades (la más cercana a la Iglesia parroquial) es propiedad del Ayuntamiento. En un futuro se espera adquirir la otra parte para llevar a cabo la restauración del edificio como equipamiento municipal.
Fue declarado Monumento de Interés Local por la corporación municipal el 9 de mayo de 2008 de cara a su inclusión en el Catálogo del Patrimonio Cultural Aragonés y fue incluida en la Lista roja de patrimonio en peligro de Hispania Nostra el 15 de enero de 2025, a causa de su delicado estado.